# Salangane de Guam
Aerodramus bartschi
Espèce
Synonymes
- Collocalia bartschi Mearns, 1909
(protonyme)

Statut de conservation UICN

 EN A2e+3e+4e : En danger
La Salangane de Guam ou Salangane des Mariannes (Aerodramus bartschi) est une espèce d'oiseaux de la famille des Apodidae.

## Répartition
Cette espèce vit à Guam, aux îles Mariannes du Nord et aux États-Unis.